# Rio Branco (Roraima)
Pour les articles homonymes, voir Rio Branco.
 (décembre 2023).
Si vous disposez d'ouvrages ou d'articles de référence ou si vous connaissez des sites web de qualité traitant du thème abordé ici, merci de compléter l'article en donnant les références utiles à sa vérifiabilité et en les liant à la section « Notes et références ».
Le Rio Branco est un cours d'eau de l'État du Roraima au Brésil. Il est le principal affluent de la rive nord du Rio Negro, donc un sous-affluent de l'Amazone.

## Géographie
Il reçoit de nombreux affluents en provenance des sierras qui séparent le Venezuela et la Guyane du Brésil. Ses deux principaux affluents sont l'Urariquira et le Takutu.
Long de 775 km et orienté sensiblement nord-sud, il est navigable sur ses 472 derniers kilomètres (tirant d'eau d'un mètre).

## Notes et références

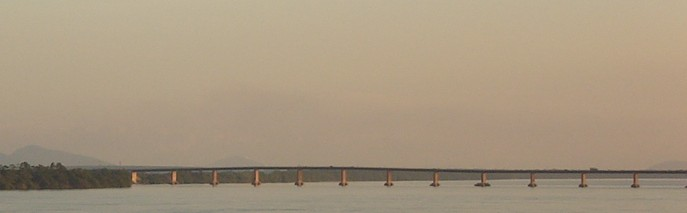
Le pont sur le Rio Branco à Boa Vista.